# Persepolia jasmuriana
Persepolia jasmuriana är en insektsart som beskrevs av Dlabola 1982. Persepolia jasmuriana ingår i släktet Persepolia och familjen Flatidae. Inga underarter finns listade i Catalogue of Life.